# Annington Homes
Annington Homes ist das größte private Wohnungsunternehmen in Großbritannien. Es wurde 1996 von der japanischen Nomura Bank gegründet, um im Zuge von Privatisierungen vom britischen Verteidigungsministerium rund 40.000 Häuser und Wohnungen der Streitkräfte zu erwerben. Solange diese weiterhin als Dienstunterkünfte benötigt wurden, wurden diese an das Verteidigungsministerium zurück vermietet (Sale-Lease-Back). Frei werdende Wohnimmobilien wurden an private Interessenten verkauft. 2013 wurde Annington Homes an die Londoner Private-Equity-Gesellschaft Terra Firma Capital Partners verkauft.
Nach diesem „Muster“ stiegen Nomura Bank und Terra Firma Capital Partners 2001 in den deutschen Immobilienmarkt ein, in dem 11 Eisenbahn-Wohnungsgesellschaften des Bundeseisenbahnvermögens mit insgesamt 65.000 Wohnungen erworben wurden. Die Wohnungen blieben bei Bedarf als „betriebliche Sozialeinrichtung“ erhalten. Daraus und aus weiteren Zukäufen entstand die Deutsche Annington Immobilien Gruppe.
Im Jahr 2015 vermietete Annington 39.433 Wohneinheiten.